# گدرزدورف
گدرزدورف (به آلمانی: Gedersdorf) یک منطقهٔ مسکونی در اتریش است که در ناحیه کرمس-لاند واقع شده‌است. گدرزدورف ۲٬۰۵۶ نفر جمعیت دارد.